# Port Soderick

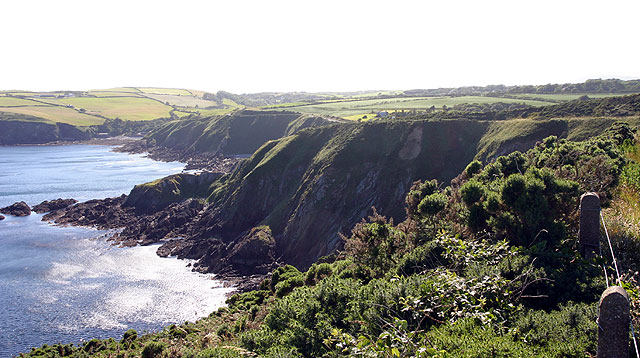
La côte à Port Soderick, sur la route de Keristal.

Port Soderick (Purt Soderick en mannois) est un bourg situé sur l'île de Man, à environ 5 kilomètres au sud-ouest de Douglas, la capitale de l'île, sur la route côtière qui mène à Santon. Il fait partie de la paroisse de Braddan, dans le sheading de Middle.

## Toponymie
Si le nom port signifie « port » en langue mannoise, l'origine de la forme Soderick est plus incertaine. Elle pourrait dériver du vieux norrois, ancienne langue viking, suder vik (« crique du sud »).

## Géographie

### Localisation
Situé à environ un kilomètre de la côte, Port Soderick est traversé par la vieille route de Castletown (Old Castletown Road), aussi dénommée A25, alors que la nouvelle route (New Castletown Road), plus au nord, passe par Newton. La rivière Crogga traverse le bourg, où elle se jette dans la mer d'Irlande au niveau du glen de Port Soderick.